# Паспорт гражданина Республики Гана
Паспорт гражданина Ганы — официальный документ, выдающийся гражданам Ганы для удостоверения их личности и для поездок за границу. Для международных поездок есть две категории паспортов: Национальный паспорт и Дипломатический паспорт.

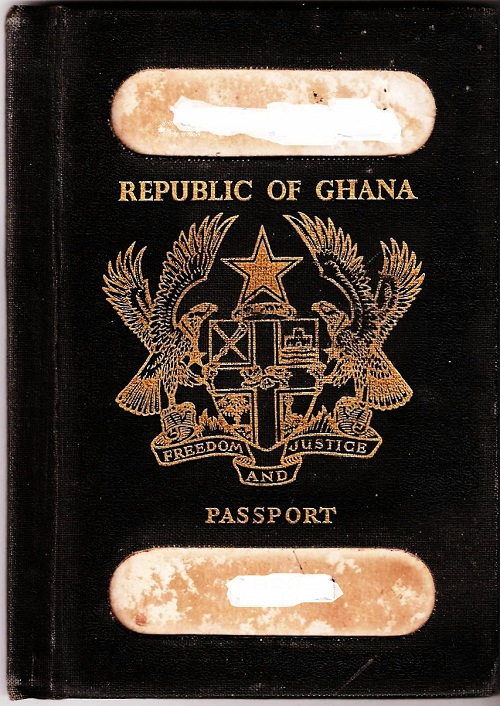
Образец паспорта 1970 года

## Особенности
Паспорт гражданина Ганы выполнен в старом стиле и не является машиносчитываемым.

## Безвизовые поездки для граждан Ганы с Национальным паспортом

### Африка
| Страны и территории | Условия пребывания |
| ------------------- | --- |
| Бенин               | 3 месяцев |
| Буркина-Фасо        | 90 дней |
| Бурунди             | Виза может быть получена в аэропорту Bujumbura Airport Архивная копия от 9 января 2021 на Wayback Machine                                                                          |
| Кабо-Верде          | 90 дней |
| Коморы              | В первые сутки по прибытии в аэропорот выдаётся временная виза. В течение 24 часов она должна быть переоформлена в полноценную визу в иммиграционном службе в Морони (fee payable) |
| Кот-д'Ивуар         | 3 месяцев |
| Джибути             | 1-месячная виза по прибытии |
| Гамбия              | 90 дней |
| Гвинея              | 3 месяцев Архивная копия от 11 апреля 2021 на Wayback Machine |
| Гвинея-Бисау        | 90 дней |
| Кения               | 3 месяцев |
| Либерия             | 3 месяцев |
| Мадагаскар          | 90-дневная виза по прибытии. Цена:MGA140,000 |
| Малави              | 3 месяцев |
| Мавритания          | 3 месяцев |
| Маврикий            | 60 дней |
| Мали                | 3 месяцев |
| Мозамбик            | 30-дневная виза по прибытии. Цена:US$25 Архивная копия от 14 мая 2009 на Wayback Machine                                                                                           |
| Нигер               | 3 месяцев |
| Нигерия             | 90 дней |
| Сенегал             | 3 месяцев |
| Сейшелы             | 1 month |
| Сьерра-Леоне        | 3 месяцев |
| Свазиленд           | 2 месяцев |
| Танзания            | 3 month visa issued on arrival for $50 (недоступная ссылка) |
| Того                | 3 месяцев |
| Уганда              | 3 month visa issued upon arrival for $50 Архивная копия от 25 января 2021 на Wayback Machine                                                                                       |
| Зимбабве            | 30 fay visa issued free of charge on arrival |

### Америки
| Страны и территории           | Условия пребывания                    |
| ----------------------------- | ------------------------------------- |
| Барбадос                      | 6 месяцев                             |
| Белиз                         | 1 month                               |
| Британские Виргинские острова | 30 дней                               |
| Доминика                      | 21 дней                               |
| Эквадор                       | 90 дней                               |
| Гренада                       | 3 месяцев                             |
| Гаити                         | 3 месяцев                             |
| Ямайка                        | 6 месяцев                             |
| Монтсеррат                    | 14 дней                               |
| Сент-Китс и Невис             | 3 месяцев                             |
| Сент-Люсия                    | 6 week visa issued on arrival for $50 |
| Сент-Винсент и Гренадины      | 1 month                               |
| Тринидад и Тобаго             | 6 месяцев                             |
| Теркс и Кайкос                | 30 дней                               |

### Азия
| Страны и территории | Условия пребывания                                           |
| ------------------- | ------------------------------------------------------------ |
| Армения             | 120 day visa issued upon arrival for AMD 15,000              |
| Азербайджан         | 30 day visa issued upon arrival for $100                     |
| Бангладеш           | 90 day visa issued upon arrival                              |
| Камбоджа            | 30 day visa issued upon arrival for $20                      |
| Грузия              | Visa issued on arrival                                       |
| Лаос                | 30 day visa issued upon arrival for $30                      |
| Макао               | 30 дней Архивная копия от 25 февраля 2021 на Wayback Machine |
| Мальдивы            | 30 дней                                                      |
| Филиппины           | 21 дней                                                      |
| Восточный Тимор     | 30 day visa issued upon arrival for $30                      |

### Европа
| Страны и территории | Условия пребывания                                           |
| ------------------- | ------------------------------------------------------------ |
| Косово              | 90 дней Архивная копия от 2 сентября 2017 на Wayback Machine |

### Океания
| Страны и территории | Условия пребывания                                          |
| ------------------- | ----------------------------------------------------------- |
| Острова Кука        | 31 дней                                                     |
| Фиджи               | 4 месяцев                                                   |
| Микронезия          | 30 дней                                                     |
| Науру               | 30 day visa issued on arrival free of charge                |
| Ниуэ                | 30 дней Архивная копия от 16 ноября 2015 на Wayback Machine |
| Палау               | 30 дней                                                     |
| Самоа               | 60 дней                                                     |
| Тувалу              | 1 month                                                     |
| Вануату             | 30 дней                                                     |